# Архиповская, Анастасия Алексеевна
Анастасия Алексеевна Архиповская (19 декабря 1998) — российская спортсменка, выступающая в синхронном плавании, 5-кратная чемпионка мира, Заслуженный мастер спорта России.

## Карьера
Родилась и живет в Санкт-Петербурге.
Тренируется в клубе «Юность-Москвы». Чемпионка России (2017 — группа (техническая)).
На первых Европейских играх первенствовала в группе и комбинации.
В сборной команде России с 2017 года. Чемпионка мира (2017 — группа (техническая, произвольная, 2019 — группа (техническая, произвольная), комбинация). Чемпионка Европы (2018 — группа).

## Награды и звания
- Заслуженный мастер спорта России (21.12.2017)[3]
- Мастер спорта России международного класса (2016)